# 朱當潩
鄒平莊定王朱當潩（1469年—1539年），明朝魯藩第三代鄒平王，鄒平恭懿王朱陽鎕的庶長子。

## 生平
成化九年（1473年）四月，獲賜名當潩。後封鎮國將軍。正德四年（1509年）正月，朱當潩因親嘗湯藥侍父、日問父親寢膳、事後母如親子的孝行受到明武宗的嘉獎。同年二月，鄒平恭懿王朱陽鎕去世。
朱陽鎕的原配張氏早卒無嗣，朱當潩、朱當淎兄弟二人為妾周氏所生。朱陽鎕後又納丁氏為內助，因其非常寵幸丁氏及其子朱當涼，先後奏封朱當涼與丁氏為長子、繼妃。朱陽鎕去世後，朱當潩與朱當涼爭襲鄒平王。禮部尚書費宏等人認為，按照舊例，宗室正妃已故而有嫡庶子者，只允許选娶内助，不得封授继妃，因此丁氏屬於冒封，朱當潩、朱當涼二人均為庶子，當以長幼為序。正德九年（1514年）五月，朱當潩襲封鄒平王。
嘉靖十八年（1539年），朱當潩去世，享年七十一歲，諡號莊定。第二子朱健檔早卒，其子朱觀爁當襲爵。但已故鎮國將軍朱當涼的嫡長子輔國將軍朱健柯又與之爭襲，遂命其子奉國將軍朱觀炩誣陷禮部尚書嚴嵩曾收受朱觀爁的賄賂。明世宗認為，朱觀爁論序應襲，先朝已經決斷，朱健柯構造浮詞污蔑大臣屬於大悖之行。朱健柯遂被削奪全部俸祿，其子朱觀炩則被奪祿一年。兩年後，朱觀爁襲爵。

## 家庭

### 妻
- 王妃石氏，东城兵马司副指挥石钰女，正德十年（1515年）九月册

### 子
- 長子（嫡長子）：朱健橋
- 第二子（庶長子）：鎮國將軍→鄒平榮安王（追封）朱健檔[9]
- 第三子（嫡第二子）：朱健槦[10]
- 第四子（庶第二子）：朱健椂[11]